# Carl Roesner

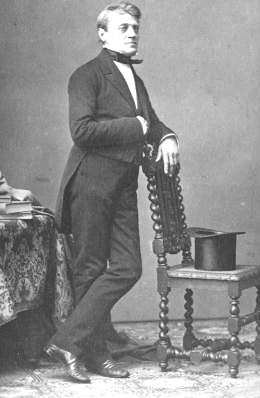
Carl Roesner um 1860

Carl Roesner (* 19. Juni 1804 in Wien; † 13. Juli 1869 in Steyr) war ein österreichischer Architekt.

## Leben
Sein Studium absolvierte Carl Roesner in Wien und Rom. Roesner war ab 1826 Korrektor an der Wiener Akademie der bildenden Künste und ab 1835 Professor. Er stand dem Romantiker-Kreis um Klemens Maria Hofbauer nahe und widmete sich intensiv der Sakralkunst. Als Architekt und Professor trug er Wesentliches zur Architektur in der Zeit der Romantik bei. Zu seinen Schülern an der Akademie der bildenden Künste gehörten die Architekten Max Fleischer, Richard Jordan und Wilhelm Stiassny. Neben seiner Tätigkeit an der Akademie war Roesner stellvertretender Redakteur der „Allgemeinen Bauzeitung“. Errichtet in der Zeit der Monarchie, stehen seine  bedeutendsten Bauwerke heute großteils außerhalb Österreichs.

## Anerkennungen
1894 wurde die Roesnergasse in Wien-Meidling nach ihm benannt, die sich unmittelbar bei der von ihm geschaffenen Meidlinger Pfarrkirche befindet.

## Werk

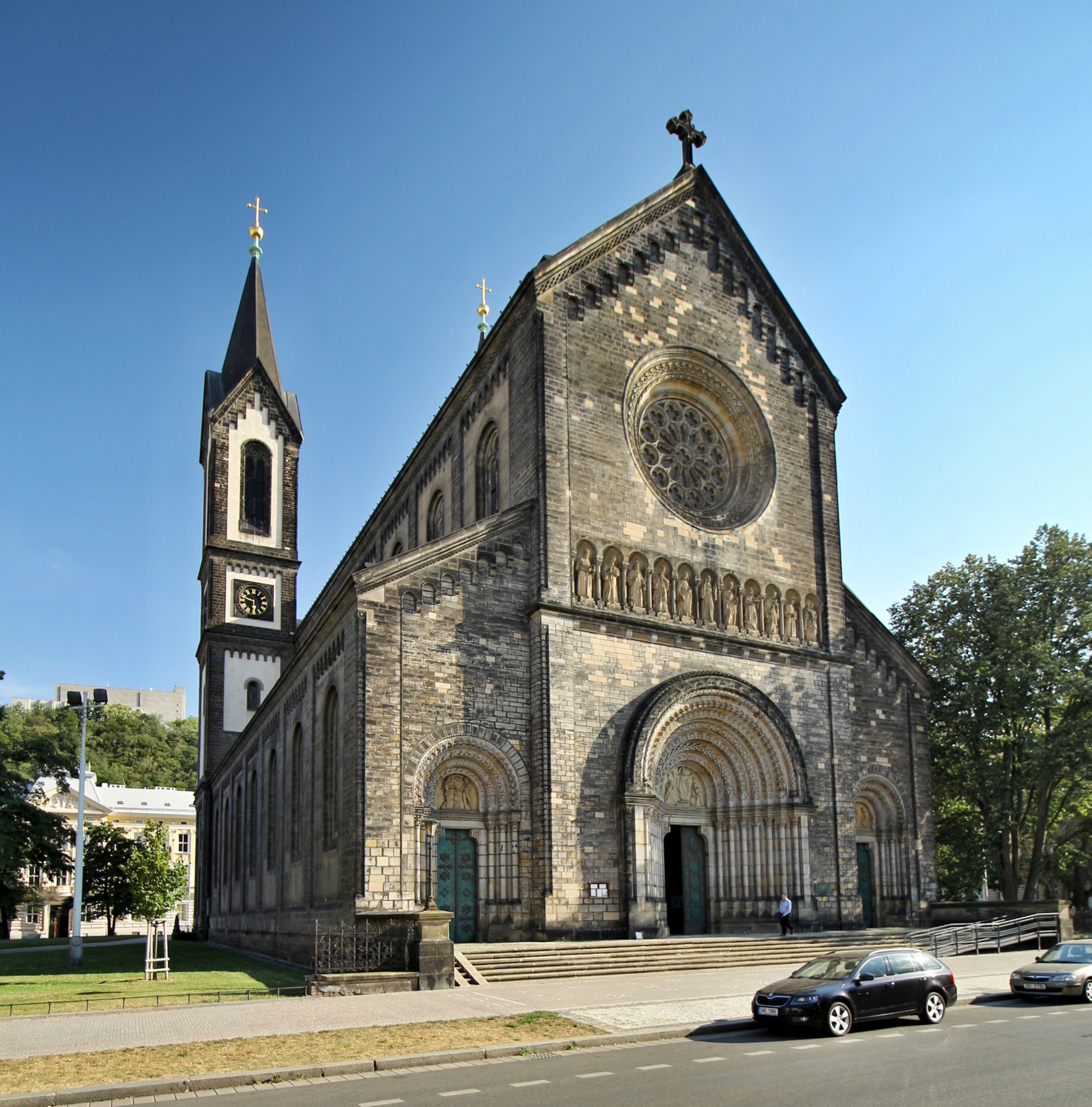
Sankt Cyrill und Method-Kirche im Prager Stadtteil Karlín

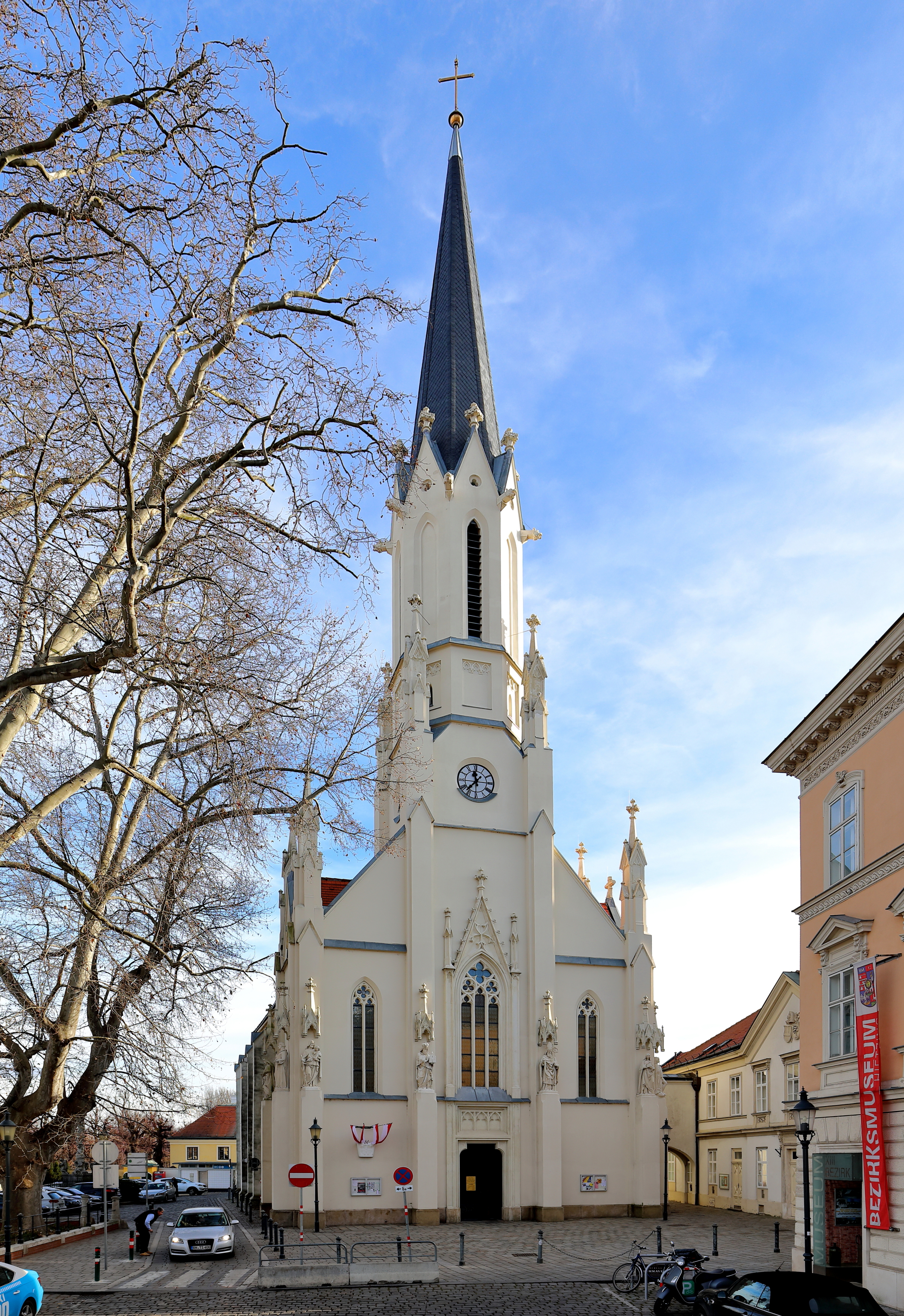
Erweiterung Pfarrkirche Maria Hietzing (um 1865)

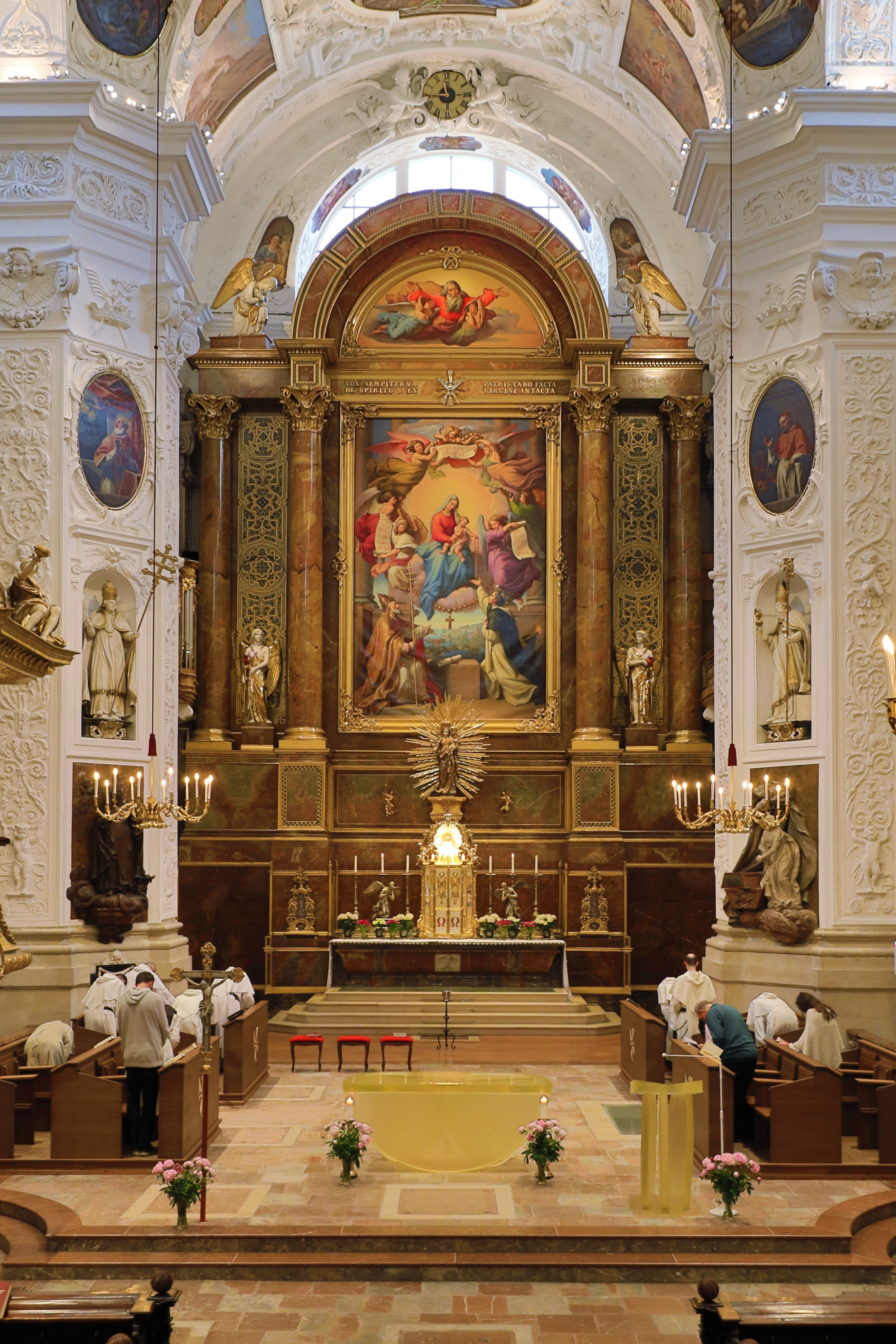
Hochaltar der Dominikanerkirche (1840)

- Friedhofskapelle Pinkafeld, Pinkafeld, 1835
- Erlöserkirche (ehemalige Redemptoristenkirche), Wien, 3. Bezirk, Landstraße, 1836
- Johann-Nepomuk-Kirche in der Praterstraße, Wien, 2. Bezirk, Leopoldstadt, 1841–1846
- Meidlinger Pfarrkirche, Wien, 12. Bezirk, Meidling, 1845
- Friedhofskapelle am Oberen Stadtfriedhof, Klosterneuburg, 1846
- Klosterkapelle St. Vinzenz, Pinkafeld, 1854/1855
- Pfarrkirche Arsenal, Wien (Arsenal), 3. Bezirk, Landstraße, 1856
- St. Josephs-Kirche, Kalocsa, Ungarn, 1859
- Sankt Cyrill und Method-Kirche (Slawenapostelkirche), Prag, Karlín, 1863 (mit Ignaz Ullmann)
- Pfarrkirche Maria Hietzing, Wien, um 1865; Erweiterung der Kirche Richtung Westen mit neuer Westfassade und Glockenturm im neugotischen Stil.
- Kathedrale zu Đakovo, Đakovo, Kroatien, 1866
- Neugotischer Brunnen am Hauptplatz von Gföhl, 1870[1]
- Kirchturm der Katholischen Pfarrkirche Stadtschlaining

## Schüler
- Eduard van der Nüll (1812–1868)